# Stroppiana
Stroppiana là một đô thị ở tỉnh Vercelli trong vùng Piedmont thuộc Ý, có cự ly khoảng 60 km về phía đông bắc của Torino và khoảng 10 km về phía đông nam của Vercelli. Tại thời điểm ngày 31 tháng 12 năm 2004, đô thị này có dân số 1.201 người và diện tích là 18,1 km².
Stroppiana giáp các đô thị: Asigliano Vercellese, Caresana, Pertengo, Pezzana, Rive, và Villanova Monferrato.